# Vicaría de Monteagudo
La Vicaría de Monteagudo era una comunidad de villa y tierra de la Extremadura castellana, cuya capital era la villa de Monteagudo de las Vicarías. Con el nombre de Partido de Monteagudo formaba parte de la Intendencia de Soria (situada en la actual provincia de Soria), en la región española de Castilla la Vieja (integrada actualmente en la comunidad autónoma de Castilla y León). Todo el territorio, junto con el de la Vicaría de Serón, se encuentra incluido en la comarca de Las Vicarías.

## Lugares que comprendía
Entre paréntesis figura el municipio al que pertenecen.
| - Chércoles (Almaluez). - Fuentelmonge - Monteagudo de las Vicarías. |

## Historia

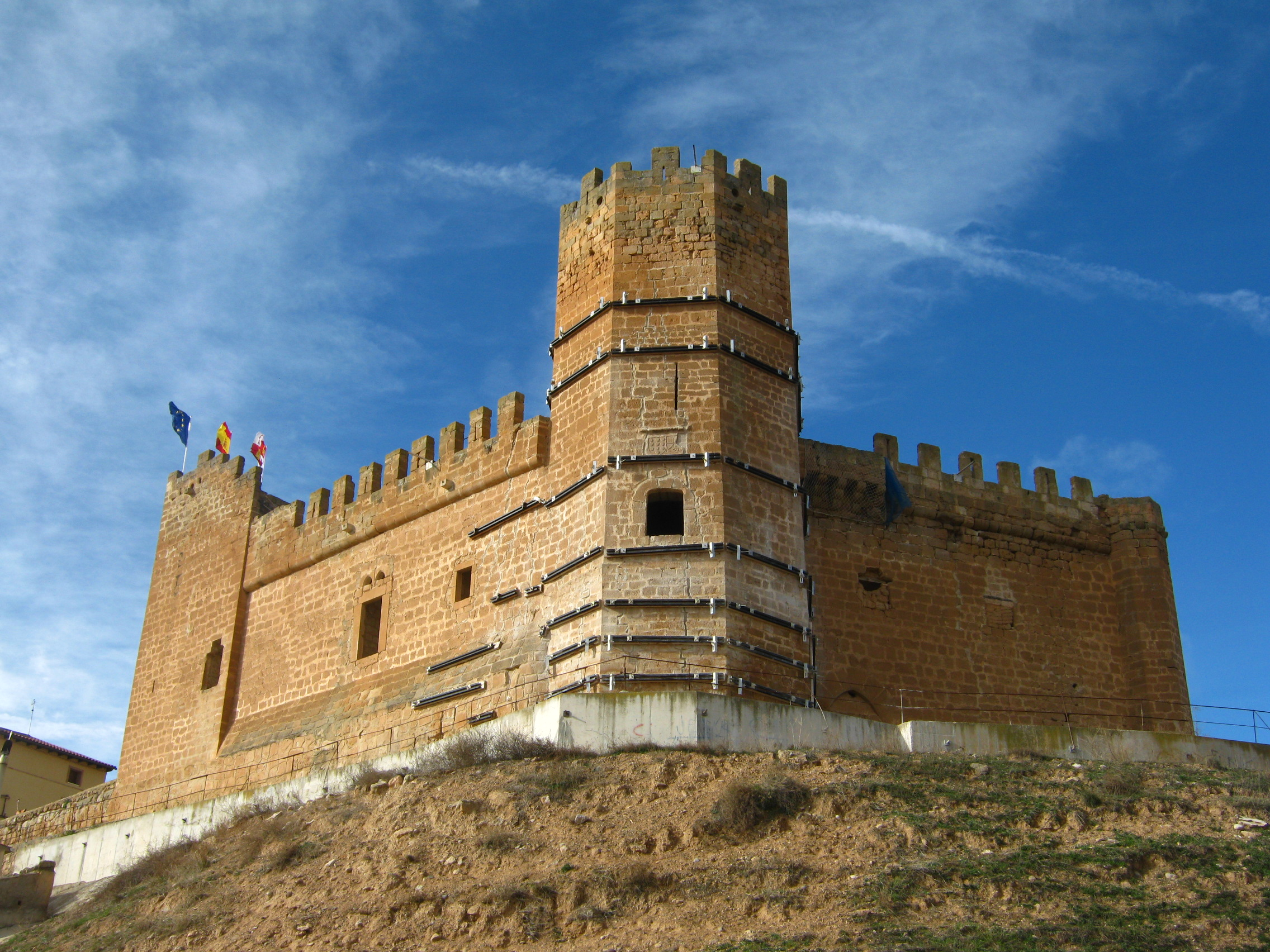
Castillo de Monteagudo de las Vicarías (Soria)

La Vicaría de Monteagudo fue una de las dos históricas Vicarías. Junto con Serón, Monteagudo está ligado en el siglo XII directamente al Rey, que ejercía el derecho de Vicaría sobre estas fortalezas, derecho que delegaba en algún clérigo de confianza (vicario). En 1311 se dio la villa al infante Don Pedro, retornando a la corona al casarse su hija con el infante Don Pedro de Portugal. Fue plaza importante durante la guerra civil entre Pedro I el Cruel y Enrique de Trastámara; este último la otorgaría a Bertrand du Guesclin, comprándosela posteriormente. Los Mendoza, señores de Almazán, comenzaron a estar presentes en la villa a comienzos del siglo XV.